# Adrian von Düben
Adrian Cesar von Düben, född 17 juli 1866 i Stora Lundby, död 20 januari 1945 i Gränna, var en svensk friherre, sjukgymnast, kyrkoråd och hotellägare. von Düben utmärkte sig som en framstående personlighet inom den svenska turismnäringen. von Düben var ägare till Ribbagården i Gränna under perioden 1923–1939.

## Biografi
Adrian von Düben var son till godsägaren och reseskildraren Cesar von Düben och författaren Augusta von Düben, född Lilliestråle. Vidare var han sonson till Anders Gustaf von Düben. Han genomgick Strängnäs läroverk och blev sedan student vid University of London, där han även var verksam som sjukgymnast och drev ett institut för massage.
År 1893 övertog von Düben Ribbagården. Han byggde om gården till Grand Hotell Ribbagården och i samband med det anlade han en trädgård som blev omtalad. Ribbagårdens hotellverksamhet registrerades först år 1923, men hade redan under flera år fungerat som ett tillhåll för turister. Ribbagården etablerade sig senare som ett av societetens semestertillhåll. Hotellet besöktes återkommande av bland andra Greta Garbo. Även det dåvarande kronprinsparet besökte von Dübens Ribbagården och stiftade bekantskap med makarna von Düben. Han sålde Ribbagården 1939. von Düben sökte sprit- och vinrättigheter vilket föranledde en konflikt mellan nykterister och vanligt folk. Punscglas-stormen delade Gränna i två läger. Vidare var han initiativtagare till Svenska turisthotellens riksförbund. Där han innehade ordförandeposten 1929–1935, sedermera blev han även hedersordförande. Samt ordförande i dess förvaltningsutskott under perioden 1929–1936.
von Düben var representant i svenska trafikförbundets råd, liksom kyrkoråd i London under flera år.
von Düben som var en framstående profil i Gränna har uppmärksammats och hedrats efter sin död. Framför allt i den bygd där han var verksam. Vistakullefruktodling släppte år 2014 punschen "von Dübens punsch", som uppkallats efter Adrian Cesar von Düben, som enligt producenterna efterliknar den punsch som von Düben egentillverkade under början 1900-talet. von Düben kan ha gett namn åt von Dübens väg i Gränna.
von Düben gifte sig 1915 i Westfield i East Sussex med Mary Isabel Kemble Lambert, dotter till kommendören i engelska flottan Robert Lambert. Makarna hade inga barn.
von Düben är begravd på Gränna kyrkogård.

## Utmärkelser
- Riddare av Vasaorden.